# Una buona stagione
Una buona stagione è una serie televisiva italiana trasmessa in prima serata su Rai 1 nel 2014.

## Trama
La serie ha ad oggetto le vicende della famiglia Masci, stimati viticoltori del Trentino-Alto Adige. Il loro sogno è quello di commerciare il loro vino sul mercato mondiale ma questo sogno incontrerà molte difficoltà, prime fra tutte la crisi economica e il ritorno del minore dei tre figli Masci, Andrea, che si porta dietro segreti mai rivelati sulla morte di suo fratello Riccardo.
La famiglia Masci-Santangelo è composta da dieci membri: la matriarca Emma Santangelo, gestrice dell'azienda familiare; suo marito Michele Masci; i loro figli Iacopo (sindaco della valle dove è ambientata la storia, Mezzocorona), Riccardo (morto 10 anni prima in un incidente stradale dopo una lite violenta con il fratello Andrea) e Andrea; la moglie di Iacopo (Bianca) e le loro due figlie (Lavinia ed Isabella); la vedova di Riccardo, Silvia Ferrari, e il figlio che ha avuto da lui, il piccolo Paolo. Sono una famiglia di viticultori che ha dovuto subire, oltre all'incidente di Riccardo, la partenza improvvisa e misteriosa di Andrea e, attualmente, la crisi, che costringe Emma a voler chiudere l'azienda per sempre. Il ritorno di Andrea, l'unico ad aver visto il fratello poco prima della sua morte, anni prima, rompe i cardini della sua famiglia. Emma è delusa da lui ma non vuole perderlo di nuovo, Iacopo è felice ma non vuole rinunciare alla vendita della fabbrica, Silvia si riscopre turbata da questo ritorno, soprattutto perché era proprio di Andrea che era innamorata quando era ancora in vita Riccardo. Intanto Andrea scopre che l'azienda sta per essere ceduta e decide di saldare il debito con la banca facendosi prestare dei soldi da alcuni suoi amici in Germania. Ma non ha fatto i conti con il capo della finanziaria che vuole rilevare la Santangelo, tale Olga Von Brurer, che vuole a tutti i costi vedere l'azienda di Emma cadere in rovina per motivi oscuri legati al suo passato.

## Episodi
| Stagione       | Episodi | Prima TV |
| -------------- | ------- | -------- |
| Stagione unica | 6       | 2014     |

## Interpreti e personaggi
- Andrea Masci, interpretato da Ricardo Dal Moro: è il terzogenito di Emma, partito 10 anni fa, subito dopo la morte di suo fratello, per destinazione sconosciuta. Si porta dietro l'amore segreto, da sempre contraccambiato, per Silvia Ferrari. Al suo ritorno a Mezzocorona scopre che l'azienda familiare sta per essere venduta e fa di tutto perché ciò non avvenga.
- Silvia Ferrari vedova Masci, interpretata da Luisana Lopilato: è la vedova di Riccardo. Ha avuto suo figlio Paolo quando ormai il marito era già morto da mesi. Prova da sempre un grande amore segreto per Andrea, suo cognato. È orfana di madre, e questo ha contribuito a rendere il suo legame col padre Neri ancora più unico.
- Emma Santangelo in Masci, interpretata da Ottavia Piccolo: è la matriarca dei Masci-Santangelo e anche la dirigente dell'azienda vinicola, che sente come una sua creatura. Prova forte risentimentoper il figlio Andrea, dato che sa che il suo primogenito è morto dopo essere stato alterato da un litigio proprio con Andrea.
- Michele Masci, interpretato da Jean Sorel: è il padre di Riccardo, Iacopo e Andrea e il marito di Emma, che ancora ama moltissimo dopo anni di matrimonio e che sostiene sempre.
- Iacopo Masci, interpretato da Alessandro Bertolucci: è il primogenito di Emma e Michele. È sposato con Bianca con cui ha avuto Lavinia e Isabella. È il Sindaco di Mezzocorona.
- Bianca Guerrini in Masci, interpretata da Luisa Ranieri: è la moglie di Iacopo, la madre di Lavinia e Isabella e la contabile della Santangelo.
- Lavinia Masci, interpretata da Ludovica Gargari: La prima figlia di Iacopo e la prima nipote di Emma ha ormai 14 anni. È un'adolescente ribelle e prova ammirazione per lo zio Andrea.
- Olga von Brurer, interpretata da Marina Giulia Cavalli: è a capo della Meinar, la finanziaria che vuole rivelare la Santangelo. Prova un odio misterioso per Emma e la sua famiglia, la cui ragione si scoprirà nel corso delle puntate. Ha una figlia, Marianne, che ama moltissimo.
- Marianne von Brurer, interpretata da Francesca Valtorta: L'unica figlia della crudele Olga diventa molto amica di Andrea Masci. I problemi cominciano quando Marianne si scopre innamorata di lui.
- Guido Vannini, interpretato da Luca Calvani: è il miglior amico di Andrea, che conosce da sempre. Negli anni della sua assenza ha aiutato Silvia a crescere Paolo, dato che è innamorato di lei. Gestisce un ristorante.
- Neri Ferrari, interpretato da Ivano Marescotti: è l'agronomo dell'azienda di Emma ed è anche suo consuocero. Infatti la sua unicogenita Silvia è la vedova di Riccardo. Si innamora di Elisabetta.
- Elisabetta Carli, interpretata da Anna Melato: è l'amica più fidata di Emma. Divorziata, suo figlio è scomparso da anni. Insegna pianoforte a Paolo. Quando conosce Neri, inizialmente entra in conflitto con lui, ma poi se ne innamora.
- Michela Ferrin, interpretata da Samantha Michela Capitoni: è un'enologa amica di Andrea. È follemente innamorata di Guido.
- Paolo Masci, interpretato da Gabriele Caprio: è cresciuto senza un padre e questo lo ha reso molto più sensibile degli altri bambini di 10 anni come lui. È molto affezionato a sua nonna Emma, a sua cugina Isabella ma soprattutto alla madre Silvia.
- Franz, interpretato da Ugo Dighero: è un amico di Andrea italo-tedesco che vive a Berlino.
- Avvocato Lucidi, interpretato da Simona Caparrini: è il migliore avvocato di Trento, amico di Michele Masci. Viene contattato da lui, per cercare di scarcerare Andrea, arrestato dopo l'incontro di boxe.

## Produzione
La fiction è prodotta da Dap Italy (con la collaborazione di Trentino Film Commission), casa di produzione dei fratelli De Angelis; le riprese hanno avuto inizio nel 2012 e sarebbe dovuta andare in onda nella primavera 2013, invece è il 1º aprile 2014 che viene trasmessa da Rai 1 la prima puntata, debuttando con una media di 4.513.00 telespettatori, vincendo il Primetime di quella sera. Gli episodi sono tutti da circa 90 minuti. Gli attori protagonisti non sono italiani, infatti Luisana Lopilato (Silvia Ferrari) è argentina, mentre Ricardo Dal Moro (Andrea Masci) è un modello brasiliano. Per Jean Sorel è il ritorno a lavorare in Italia dopo 10 anni di assenza. La regia è affidata a Gianni Lepre che la firma con  Fabio Jephcott; la sceneggiatura è stata scritta da Valerio D'Annunzio, Massimo Torre, Stefano Voltaggio, Stefania Bertola, mentre il soggetto di serie dagli stessi sceneggiatori (a eccezione della Bertola), con l'aggiunta di Andrea Vernier. Inoltre, come da sceneggiatura il nome della famiglia protagonista della serie doveva essere Peruzzi, cambiato durante le riprese in Masci.

### Location
La serie è ambientata in Trentino, in particolare a Mezzocorona, nella Piana Rotaliana e a Madonna di Campiglio.